# Зверополис
«Зверопо́лис» (англ. Zootopia; досл.: «Звериная утопия») — американский компьютерно-анимационный комедийно-приключенческий фильм о друзьях-полицейских в формате 3D производства Walt Disney Animation Studios, выпущенный Walt Disney Pictures. Он 55-й полнометражный мультфильм в серии Walt Disney Animated Classics. Слоган: «Добро пожаловать в городские джунгли».
«Зверополис» был создан режиссёрами Байроном Ховардом и Ричем Муром, сорежиссёром Джаредом Бушем. Фильм рассказывает о Зверополисе — современном городе, населённом самыми разными животными, от огромных слонов до крошечных землероек. Зверополис разделён на районы, полностью повторяющие естественную среду обитания разных жителей — здесь есть и элитный район Сахара-сити, и неприветливый Тундратаун. В этом городе появляется новая сотрудница полиции, милая крольчиха Джуди Хопс, которая с первых дней работы понимает, как сложно быть маленькой и пушистой среди больших и сильных полицейских. Джуди берётся за первую же возможность проявить себя, несмотря на то, что её партнёром будет хитрый лис-аферист Ник Уайлд. Вдвоём им предстоит раскрыть сложное дело о пропавших животных.
«Зверополис» был выпущен в обычном 2D, Disney Digital 3D, RealD 3D и IMAX 3D форматах 4 марта 2016 года. Одобрение критиков заслужили анимация, озвучивание и сценарий, а также освещение в фильме актуальных тем предрассудков и стереотипов. Мультфильм имеет рекордный кассовый успех в ряде стран. Также является 25-м фильмом, преодолевшим рубеж в 1 млрд $.
В 2017 году фильм стал обладателем премии «Оскар» в номинации «Лучший анимационный полнометражный фильм». В 2020 году журнал «Мир Фантастики» в спецвыпуске «Фантастические 2010-е» назвал «Зверополис» мультфильмом десятилетия.
9 февраля 2023 года, при сведении отчётов первого квартала, Роберт Айгер сообщил, что ведутся работы над продолжением «Зверополиса».

## Сюжет
Мультфильм повествует о Зверополисе — современном городе, населённом антропоморфными животными. Как и любой мегаполис, Зверополис разделён на районы, каждый из которых полностью повторяет естественную среду обитания его жителей. Животные в мире Зверополиса когда-то были дикими, но ко времени, когда происходит действие фильма, люди так и не появились, а диких животных уже не существует — все животные стали цивилизованными.
В центре повествования — крольчиха Джуди Хопс. С детства она мечтала стать полицейским. Несмотря на детскую обиду со стороны лиса-хулигана Гидеона Грея и беспокойство родителей, она всё же решает достигнуть своей цели. Пройдя в полицейской академии тяжёлую подготовку и окончив академию с отличием, Джуди уезжает в Зверополис.
Однако в первый день работы ей поручают не ловить преступников, а выписывать штрафы на парковке. С этой работой Джуди прекрасно справляется. Закончив её, она обращает внимание на подозрительного лиса по имени Ник Уайлд. Лис хочет купить в слоновьем магазине огромный пломбир своему малышу, но ему не продают его по той причине, что в слоновьем кафе обслуживают только слонов. Джуди, решив сделать доброе дело, грозит продавцам проверкой СЭС, заодно оплатив стоимость пломбира. Ник благодарит её и уходит, но в тот же день Джуди раскрывает его махинацию: вместе со своим сообщником-фенеком, который только притворялся ребёнком, он переплавляет огромный пломбир на много «лапочек на палочке», продаёт леммингам, а оставшиеся палочки реализует в виде строительных досок для грызунов. Джуди пытается его арестовать, но Ник формально законов не нарушает. Попутно Ник сообщает крольчихе, что в Зверополисе всем плевать на её мечты и что ей не дано стать хорошим полицейским.
На второй день Джуди выписывает штрафы уже с меньшим энтузиазмом, при этом получая угрозы от водителей, но в какой-то момент ей улыбается удача: она задерживает грабителя Дюка Хорьковица, укравшего из магазина луковицы одного ядовитого растения. Тем не менее, её начальник Буйволсон этого не оценивает, ведь Джуди самовольно покинула пост и во время погони чуть не разрушила район Нижние Грызунки. В этот момент в кабинет заходит миссис Выдрингтон, чей муж Эммет пропал десять дней назад вместе с тринадцатью другими гражданами города. Джуди вызывается добровольно отыскать Эммета Выдрингтона. Суровый Буйволсон уже собрался уволить крольчиху за неподчинение, но ситуацию внезапно спасает мисс Барашкис, заместитель мэра Зверополиса Леодора Златогрива, которая уже успела сообщить мэру о новой миссии. Буйволсон, смягчив свой гнев, всё же разрешает Джуди участвовать в розыске, но с условием: если в течение двух суток она не справляется с заданием, то увольняется из полиции. Единственный снимок из дела вновь приводит Джуди к Нику. Схитрив и записав на ручку-диктофон доказательство, что Ник не платит налоги за свои продажи, она вынуждает его помочь полиции.
Эммета Выдрингтона в последний раз видели в нудистском клубе. Там новоиспечённые напарники узнают номер машины, на которой уехал Выдрингтон. Поскольку у Джуди нет доступа к базе, Нику вновь приходится ей помогать. У него есть знакомый в управлении дорожной службы — ленивец по имени Блиц. Из-за его крайне медленной работы номер удаётся «пробить» только с наступлением ночи.
Искомая машина зарегистрирована в районе Тундратаун. Добравшись туда и найдя машину, напарники попадают в лапы белых медведей — подчинённых местного босса мафии, бурозубки по прозвищу Мистер Биг. За давнее мошенничество со стороны Ника босс хочет заморозить их обоих, но дочка Бига просит этого не делать (её спасла Джуди во время погони за Дюком). Босс рассказывает, что Выдрингтон, его личный флорист, не доехал до него, поскольку внезапно озверел, напал на водителя и скрылся. Джуди и Ник отправляются в тропический район за шофёром, ягуаром Манчасом. Успев сообщить про неких «ночных горлодёров», тот тоже звереет и нападает на напарников. Джуди спасает Ника от зверя, сумев приковать последнего наручниками к мосту, попутно вызывая своих сотрудников. Однако, вернувшись на мост, все обнаруживают, что Манчас исчез. Буйволсон в гневе требует от Джуди отдать полицейский жетон. Внезапно Ник заступается за свою напарницу, аргументируя это тем, что дело сложное, а по уговору у них есть ещё десять часов. Герои возвращаются в город по канатной дороге, и Ник рассказывает Джуди, что в детстве его сильно обидели травоядные из отряда скаутов, в который он мечтал попасть, просто за то, что он лис. После этого случая он решил соответствовать стереотипам.
Вдруг Ник догадывается, что по всем дорогам стоят камеры видеонаблюдения, на которых мог быть запечатлён Манчас. Джуди через мисс Барашкис получает доступ к записям и обнаруживает, что ягуара забрали некие волки. Пробив по камерам их местонахождение и думая, что они — те самые «ночные горлодёры», Джуди и Ник попадают в огромную лабораторию. Там они обнаруживают Выдрингтона и всех остальных пропавших, которые также одичали. Туда же приходит мэр Леодор Златогрив, чьи слова Джуди записывает на свой смартфон. Едва не выдав себя, герои выбираются из здания через канализацию и вызывают подмогу. Мэра арестовывают по подозрению в похищениях.
На пресс-конференции Джуди сообщает журналистам, что все одичавшие — хищники. Касательно причин она говорит, что хищные звери «предрасположены к агрессии, и в них просыпается первобытная кровожадность». Ник, услышав эти слова и приняв их на свой счёт, очень сильно обижается на Джуди и в ярости отвергает предложение стать её официальным напарником. После этого в городе становится неспокойно, хищников начинают притеснять и бояться.
Став новым мэром Зверополиса, мисс Барашкис предлагает Джуди стать спикером полицейского департамента. Однако та, чувствуя свою вину перед хищниками, отказывается от должности, увольняется из полиции и возвращается на родную ферму торговать морковью. Уже дома Джуди выясняет, что «ночные горлодёры» — это ядовитые цветки, и что от них могут дичать также и травоядные. Джуди быстро возвращается в Зверополис, находит Ника и в слезах просит у него прощения, вдобавок признав, что он был во многом прав насчёт неё. Ник успокаивает крольчиху и соглашается дальше ей помогать в расследовании. Найдя Дюка, похитившего луковицы того самого цветка, напарники с помощью мистера Бига выпытывают у него личность заказчика. Им оказывается баран Дуглас, который с помощью экстракта цветка убирал хищников, неугодных кому-то ещё.
Джуди и Ник угоняют вагон-лабораторию, в котором жил и работал баран. В результате погони вагон терпит аварию и взрывается, но Нику удаётся сохранить пистолет с зельем в качестве вещественного доказательства. Напарники решают выбраться на поверхность через музей, но там на них нападают подручные мисс Барашкис. Как оказалось, это она хотела с помощью зелья настроить травоядных, которых в городе подавляющее большинство, против хищников и вместе с этим отомстить Златогриву за неуважительное отношение к себе. Джуди во время погони сильно ранит лапу, и подручные мисс Барашкис настигают их с Ником. Барашкис стреляет в Ника, планируя, что озверевший лис растерзает Джуди. Однако перед этим Ник с Джуди успели заменить капсулу на голубику, и Ник лишь притворяется диким. Тем самым они с Джуди провоцируют мисс Барашкис на признание вины и раскрытие её коварных планов — все её слова Джуди записала на диктофон. Обескураженная Барашкис пытается убежать, но её арестовывают полицейские, которых злодейка сама же и вызвала, надеясь подставить напарников.
После успешного раскрытия дела и завершения кризиса Барашкис сажают в тюрьму, всех одичавших животных излечивают, а Ник вступает в ряды полиции. Теперь Джуди и Ник официальные напарники и верные друзья. Их первым совместным делом становится поиск опасного лихача, которым оказывается ленивец Блиц.
В финале все персонажи мультфильма собираются на концерте поп-звезды Газелле.

## Персонажи и актёры
| Актёр озвучивания                       | Имя персонажа                                    | Краткая характеристика персонажа |
| Джиннифер Гудвин Делла Саба (в детстве) | Джуди Хопс англ. Judith Laverne "Judy" Hopps     | 24-летняя крольчиха из Малых Норок, недавно назначенный член отдела полиции Зверополиса. |
| Джейсон Бейтман Кэт Суси (в детстве)    | Ник Уайлд англ. Nicholas Piberius "Nick" Wilde   | 32-летний лис, жулик, промышляющий мелкой торговлей. Из-за детской обиды соответствует стереотипу хитрого лиса, но на самом деле он добр и отзывчив. |
| Идрис Эльба                             | Капитан Буйволсон англ. Chief Bogo               | Африканский буйвол, начальник отдела полиции Зверополиса 1-го участка. |
| Дженни Слейт                            | Мисс Барашкис англ. Dawn Bellwether              | Овца, секретарша, а затем заместитель мэра. Скрытая главная антагонистка фильма. |
| Нейт Торренс                            | Бенджамин Когтяузер англ. Benjamin Clawhauser    | Служащий полиции, гепард, работающий диспетчером в полицейском отделе. Единственный, кто с первой встречи относился к Джуди приветливо. Пристрастен к пончикам и хлопьям, из-за чего имеет лишний вес. |
| Бонни Хант                              | Бонни Хопс англ. Bonnie Hopps                    | Крольчиха из Малых Норок, мать Джуди Хопс. |
| Дон Лейк                                | Стью Хопс англ. Stu Hopps                        | Кролик из Малых Норок, отец Джуди Хопс и известный морковный фермер. |
| Томми Чонг                              | Якc англ. Yax                                    | Як, владелец нудистского клуба «Mystic Springs Oasis». |
| Дж. К. Симмонс                          | Леодор Златогрив англ. Leodore Lionheart         | Лев, мэр Зверополиса. |
| Октавия Спенсер                         | Миссис Выдрингтон англ. Mrs. Otterton            | Выдра, жена одного из пропавших животных. |
| Алан Тьюдик                             | Дюк Хорьковиц англ. Duke Weaselton               | Горностай, мелкий жулик. |
| Шакира                                  | Газелле англ. Gazelle                            | Газель с Площади Сахары, известная поп-звезда. |
| Рэймонд С. Перси                        | Блиц англ. Flash Slothmore                       | Ленивец, работающий в автотранспортной инспекции. |
| Морис ЛаМарш                            | Мистер Биг англ. Mr. Big                         | Арктическая бурозубка, босс мафии Тундратауна. |
| Фил Джонстон                            | Гидеон Грей англ. Gideon Grey                    | Лис из Малых Норок, обижавший более юных, чем он, травоядных в своём детстве. Став взрослым, он извинился за свои проступки, объяснив это «собственной неуверенностью в себе, которая проявлялась в виде приступов неконтролируемой агрессии», — с годами он стал очень уважаемым пекарем.                                                                                              |
| Фуския                                  | Сержант Медведица англ. Major Friedkin           | Белая медведица, сержант-инструктор в полицейской академии Зверополиса. |
| Кэти Лоус                               | Доктор Барсучиха англ. Dr. Madge Honey Badger    | Медоед-доктор, обрабатывающий наиболее острые медицинские случаи. |
| Гита Редди                              | Нанга англ. Nangi                                | Слониха, работающая инструктором йоги в «Mystic Springs Oasis». |
| Джесси Корти                            | Манчас англ. Manchas                             | Чёрный ягуар, водитель компании Zuber и персональный шофёр Мистера Бига. |
| Том Листер мл.                          | Фенек англ. Finnick                              | Фенек, сообщник Ника в махинациях с амплуа ребёнка. Имеет грубый голос и бандитские наклонности, несмотря на внешнюю миловидность. Водит фургон. |
| Джошуа Даллас                           | безымянный персонаж                              | Свин, владелец цветочного магазина под названием «Flora and Fauna», ограбленный Дюком Хорьковицем и отчаянно просящий Джуди о помощи. |
| Леа Лэтэм                               | Фру Фру англ. Fru Fru                            | Арктическая бурозубка, дочь Мистера Бига. |
| Рич Мур                                 | Дуглас англ. Doug Ramses                         | Баран-химик с пухлой шерстью, работающий на Барашкис. |
| Рич Мур                                 | Ларри англ. Larry                                | Волк, один из охранников больницы, где тайно содержались одичавшие животные. |
| Питер Мэнсбридж                         | Питер Мусбридж англ. Peter Moosebridge           | Лось, работающий диктором телеканала ZTV News. Озвучивший персонажа в оригинале Питер Питер Мэнсбридж является канадским телеведущим. Его внешний облик различается в региональных версиях мультфильма: в американской и канадской версиях Питер остаётся лосем, в китайской версии он — панда, в бразильской — ягуар, в японской — тануки, а в австралийской и новозеландской — коала. |
| Марк Смит                               | МакРог англ. McHorn                              | Носорог, служащий отдела полиции Зверополиса. |
| Джози Тринидад                          | Дарма Армадилло англ. Mrs. Dharma Armadillo      | Броненосец, хозяйка общежития «Grand Pangolin», в котором поселилась Джуди Хопс. |
| Джон Лэвэлл                             | безымянный персонаж                              | Мышь-прораб. |
| Кристен Белл                            | Зиночка англ. Priscilla                          | Ленивец, сослуживец Блица в автотранспортной инспекции. |
| Джон Ди Маджо                           | Джерри Жамбо англ. Jerry Jumbeaux Jr.            | Cлон, владелец кафе-мороженого для слонов под названием «Jumbeaux’s Café». |
| Джон Ди Маджо                           | Уолтер и Джесси англ. Woolter and Jesse          | Бараны, подручные Дуга. |
| Фабьен Роули                            | Фабьен Гроули англ. Fabienne Growley             | Ирбис, телеведущая. Как и в случае с Питером Мусбриджем, её образ основан на реальной телеведущей, которая её и озвучила. |
| Байрон Ховард                           | Трэвис англ. Travis                              | Американский хорёк, приятель Гидеона Грея (в юности) |
| Байрон Ховард                           | Баки Орикс-Антлерсон англ. Bucky Oryx-Antlerson  | Малый куду, сосед Джуди Хопс. |
| Джаред Буш                              | Пронк Орикс-Антлерсон англ. Pronk Oryx-Antlerson | Орикс, сосед Джуди Хопс; в мультфильме не обозначено, однако сценарист Джаред Буш впоследствии заявил, что тот состоит с предыдущим в однополом браке. |

Русскую версию дублировали Мария Ивакова (Джуди), Антон Лаврентьев (Ник), Мария Аронова (Барашкис), Владимир Меньшов (Златогрив), Николай Дроздов (Блиц) и другие актёры.

## История создания

### Пре-продакшн
О разработке проекта было впервые объявлено в августе 2013 года на D23 Expo. Премьера фильма по сценарию Джареда Буша была намечена на март 2016 года. До официального анонса, в мае 2013 года в прессу просочилась информация об участии Джейсона Бейтмана, хотя в то время о фильме практически ничего не было известно. Байрон Ховард выразил желание создать мультфильм, который был бы похож на диснеевского Робина Гуда, в котором главными героями также были антропоморфные животные. С учётом этого подразумевалось, что жилой город будут населять животные, а не люди. По словам Ховарда, «Зверополис» должен был отличаться от других мультфильмов об антропоморфных животных, где животные жили либо в естественной среде, либо в человеческом мире. Концепция, где животные живут в современном мире, созданном этими животными, была хорошо принята главным креативным директором Джоном Лассетером, который поднял Ховарда «словно маленького Симбу», когда тот предложил эту идею. Аниматоры посетили Царство животных Диснея, а также побывали в Кении, где наблюдали за поведением животных, а также изучали окраску их меха. На создание Зверополиса создатели фильма были вдохновлены крупными городами, включая Нью-Йорк, Сан-Франциско, Лас-Вегас, Париж, Шанхай, Гонконг, а также городом Бразилиа. В ходе разработки города с резкими климатическими зонами, в котором будут проживать млекопитающие от 2 дюймов (5 см) до 27 футов (8.23 м), создатели консультировались со специалистами по Americans with Disabilities Act и разработчиками систем HVAC. Несмотря на то, что Зверополис является городом млекопитающих, подразумевается, что в этом мире есть города и для других животных, например для птиц или пресмыкающихся. В марте 2015 года стало известно, что Рич Мур станет одним из режиссёров картины вместе с Джаредом Бушем в качестве сорежиссёра. Первые кадры «Зверополиса» были представлены на фестивале Annecy International Animated Film 2015.

### Персонажи
Ранние наработки фильма предполагали кролика-агента Джека Саведжа в главной роли, а фильм тогда назывался «Savage Seas». Планировалась целая серия фильмов, таких как «Savage City», «Savage Earth», «Savage Land», «Savage Times», но эта идея была отменена.
В следующей версии сценария ведущую роль играл Ник Уайлд, а Джуди Хопс была его другом. Сюжет строился на том, что все хищники носили специальные ошейники, которые били их током в случае агрессии. Ник даже построил свой парк аттракционов для диких животных «Wild Times», где они могли снять свои ошейники и вести себя свободно, как хищники. Однако, в ноябре 2014 года создатели поняли, что сюжет мультфильма будет более привлекательным, если поменять героев местами. Сценарий переписали таким образом, чтобы он был сосредоточен на Джуди — наивной героине и новичке в городе, амбициям которой противостоят предрассудки Зверополиса. В отличие от неё, Ник смирился с этими предрассудками и стал более циничным.
Ник Уайлд — один из немногих персонажей, появившихся на экране до премьеры мультфильма. Его можно заметить на футляре телефона Хани Лемон из «Города героев». Также в сцене полёта Бэймакса и Хиро виден постер «Зверополиса».
6 мая 2015 года для озвучивания Джуди и Ника были выбраны актёры Джиннифер Гудвин и Джейсон Бейтман. Создатели мультфильма выбрали Бейтмана, поскольку им нужен был актёр, который мог бы говорить с «забавной сердечной стороной» и «коварным сухим голосом». Бейтман описал своего героя, как «хитрого, саркастичного комбинатора», отметив, что эта роль похожа на многие его предыдущие, которых было 12. Он пояснил, что на вопрос к режиссёрам: «Какой голос мне нужно сделать, парни?» — те ответили: «Просто делай то, что ты делаешь. Просто говори». Комментируя выбор Гудвин на роль Джуди, Мур сказал, что она привнесла «очень сосредоточенную сладость, огромное сердце и большое чувство юмора»; он описал Джуди, как «смесь маленькой Поллианны и Фуриосии». Гудвин сказала о своей героине: «Люди ошибочно принимают доброту за наивность или глупость, а она насквозь хорошая девочка. Но не глупая зайка».
В июле 2015 года к актёрскому составу присоединился Алан Тьюдик для озвучивания Дюка Хорьковица.

### Музыка
Музыка к мультфильму была написана композитором Майклом Джаккино. Это его первый полнометражный мультфильм компании Walt Disney Animation Studios. До этого он сочинил музыку для короткометражки с Гуфи «Как подключить домашний кинотеатр», двух серий мультсериала «Приготовление и начало» и мультфильма «Баллада Несси». В дополнение к озвучке Газелле, певица Шакира исполнила оригинальную песню «Try Everything», которая была написана певицей Сией и продюсерской группой Stargate. Саундтрек был записан при помощи 80-местного оркестра в ноябре 2015 года.
Саундтрек
| №                   | Название                                | Автор(ы)                                   | Исполнитель         | Длительность |
| ------------------- | --------------------------------------- | ------------------------------------------ | ------------------- | ------------ |
| 1.                  | «Try Everything»                        | Сиа, Тор Эрик Хермансен, Миккел С. Эриксен | Шакира              | 3:16         |
| 2.                  | «Stage Fright»                          |                                            |                     | 0:39         |
| 3.                  | «Grey's Uh-Mad at Me»                   |                                            |                     | 1:44         |
| 4.                  | «Ticket to Write»                       |                                            |                     | 1:07         |
| 5.                  | «Foxy Fakeout»                          |                                            |                     | 2:08         |
| 6.                  | «Jumbo Pop Hustle»                      |                                            |                     | 1:50         |
| 7.                  | «Walk and Stalk»                        |                                            |                     | 1:29         |
| 8.                  | «Not a Real Cop»                        |                                            |                     | 1:34         |
| 9.                  | «Hopps Goes (after) the Weasel»         |                                            |                     | 2:19         |
| 10.                 | «The Naturalist»                        |                                            |                     | 3:09         |
| 11.                 | «Work Slowly and Carry a Big Shtick»    |                                            |                     | 0:44         |
| 12.                 | «Mr. Big»                               |                                            |                     | 2:47         |
| 13.                 | «Case of the Manchas»                   |                                            |                     | 4:00         |
| 14.                 | «The Nick of Time»                      |                                            |                     | 5:02         |
| 15.                 | «World's Worst Animal Shelter»          |                                            |                     | 4:24         |
| 16.                 | «Some of My Best Friends Are Predators» |                                            |                     | 3:47         |
| 17.                 | «A Bunny Can Go Savage»                 |                                            |                     | 1:45         |
| 18.                 | «Weasel Shakedown»                      |                                            |                     | 2:04         |
| 19.                 | «Ramifications»                         |                                            |                     | 3:58         |
| 20.                 | «Ewe Fell for It»                       |                                            |                     | 6:37         |
| 21.                 | «Three-Toe Bandito»                     |                                            |                     | 0:43         |
| 22.                 | «Suite from Zootopia»                   |                                            |                     | 7:28         |
| Общая длительность: | Общая длительность:                     | Общая длительность:                        | Общая длительность: | 62:34        |

## Релиз
«Зверополис» был выпущен в обычном 2D, Disney Digital 3D, RealD 3D и IMAX 3D форматах 4 марта 2016 года.
Для показа в Европе мультфильм был переименован в «Zootropolis», а все упоминания предыдущего названия переозвучили. Создатели отказались пояснить, зачем это было сделано. Редакторы газеты The Irish Times предположили, что переименование связано с поданной заявкой на аналогичное название, сделанной ещё не открывшимся датским зоопарком. А также в этом фильме есть отсылки к другим фильмам Диснея.
В Китае фильм прошёл под названием «疯狂动物城» (с кит. — «Сумасшедший город животных»). После двухнедельного показа мультфильм шёл в кинотеатрах ограниченным тиражом дополнительные 30 дней. В итоге общая длительность показа составляла 45 дней, он завершился 17 апреля.
По телевидению в России впервые был показан на канале СТС 18 марта 2018 года.

### Маркетинг
- Первый трейлер был выпущен на YouTube-канале Walt Disney Animation Studios 11 июня 2015 года[56][57].
- Второй трейлер был выпущен на YouTube-канале Walt Disney Animation Studios 23 ноября 2015 года[58][59].
- Третий трейлер был выпущен на YouTube-канале Walt Disney Animation Studios 31 декабря 2015 года[60][61].
- Финальный трейлер был выпущен на YouTube-канале Disney UK 29 января 2016 года[62][63].
- Фигуры Джуди Хопс и Ника Уайлда для Disney Infinity 3.0 были выпущены 1 марта 2016 года.

### Издания
Мультфильм был выпущен на Blu-ray, Blu-ray 3D, DVD и Digital HD platforms 7 июня 2016 года. В издание были включены различные дополнительные материалы.

### Рекорды
Согласно официальным данным, предоставленным дистрибьютором WDSSPR, на 27 марта 2016 года включительно анимационный фильм собрал 2,025 млрд рублей в России и странах СНГ. Этот результат сделал мультфильм самым кассовым за всю историю российского кинопроката. До этого пальма первенства принадлежала «Миньонам», которые в 2015 году принесли 1,866 млрд рублей выручки в России и СНГ. В пересчёте на доллары «Зверополис» (26,2 млн на 20 марта 2016) уступает мультфильму студии DreamWorks «Шрек навсегда» (51,4 млн — 1,17 млрд рублей — 2010 год).
«Зверополис» является самым кассовым мультфильмом и пятым по сборам фильмом в истории украинского кинопроката. По сообщению The Hollywood Reporter, фильм стал самым кассовым мультфильмом в истории Китая.

## Критика
Мультфильм получил широкое признание критиков и зрителей. На сайте Rotten Tomatoes его рейтинг составляет 98 % со средней оценкой в 8.08 баллов из 10 на основе 290 рецензий. Metacritic, который выставляет оценки на основе среднего арифметического взвешенного, дал фильму 78 баллов из 100 на основе 43 рецензий. На сайте Internet Movie Database средняя оценка мультфильма 8.0 из 10. На сайте Кинопоиск — 8.3 из 10, что ставит его на 74 место в рейтинге Топ-250.
«Зверополис» собрал в США более 341 миллиона долларов, а всего в мире — более 1 миллиарда, тем самым полностью окупив свой бюджет в 150 миллионов. 18 марта 2016 года он стал третьим мультфильмом компании Disney, собравшим в мировом прокате более полумиллиарда долларов, 5 июня 2016 года — четвёртым мультфильмом в истории кинематографа, собравшим более миллиарда долларов.
Нил Гензлингер из газеты The New York Times назвал мультфильм «смешным, умным и заставляющим задуматься». Питер Треверс из журнала Rolling Stone предположил, что «Зверополис» может стать «самым подрывным мультфильмом 2016 года», высоко оценив его своевременное послание о вреде ксенофобской политической риторики, а также юмор. Питер Дебруг из журнала Variety высказал мнение, что мультфильм «указывает на сильные стороны студии». Обозреватель Эрик Голдман из IGN поставил мультфильму оценку 9.0 из 10. По его словам «Зверополис является прекрасным примером того, как Disney может смешать свои прошлые работы, и представить их очень крутым и убедительным образом».

### Противоречия и признание
В марте 2017 года сценарист Гэри Голдман обвинил студию «Дисней» в плагиате, утверждая, что в фильме использовались персонажи, сюжетные ходы и диалоги из его проекта, который он дважды предлагал кинокомпании, но оба раза ему отказывали. Компания отвергла эти обвинения, дело было рассмотрено судом, который нашёл обвинения несостоятельными.
В департаменте полиции города Сент-Пол (Миннесота) мультфильм использовался в качестве учебного пособия по недопущению предвзятости в работе.

### Награды и номинации
Фильм, его режиссёры и актёры были удостоены множества наград и номинаций. На 44-й церемонии вручения премии «Энни», фильм победил в шести категориях из одиннадцати, включая «Лучший анимационный полнометражный фильм» и «Лучшая режиссура в анимационном полнометражном фильме». На 81-церемонии вручения премии «Золотой глобус» фильм также одержал победу в категории «Лучший анимационный полнометражный фильм». На 22-й церемонии вручения премии «Выбор критиков» фильм также победил в данной категории, а также получил множество других наград.

## Продукция

### Игры
Была выпущена карточная игра по мотивам фильма «Зверополис: Поиск подозреваемых» (англ. Zootopia: Suspect Search). Компания «Hobby World» выпустила игру «Зверополис: Мафия в городе животных» для детей от 6 лет.
Игра для мобильных телефонов «Зверополис: Криминальные файлы» (англ. Zootopia Crime Files) была выпущена 19 апреля 2016 года на iOS и Android — игра поделена на уровни из пазлов и поиска спрятанных предметов, и объединена сюжетом о расследовании Джуди и Ника. В России она выпускалась под названием «Зверополис: Расследования Хопс». Также на сайте «Дисней» доступна онлайн игра с преодолением препятствий «В погоню с Хопс!».

### Комиксы
1 марта 2016 года издательство «Joe Books Inc.» выпустило «Zootopia: Cinestory Comic» — раскадровку мультфильма в виде комикса, а 27 апреля 2017 года — коллекцию коротких историй под названием «Zootopia: Comics Collection» о жителях города.
В мае 2018 года стало известно, что «Dark Horse Comics» выпустит графический роман для малышей под названием «Disney Zootopia: Friends to the Rescue», автор Джимми Гоунли (англ. Jimmy Gownley), иллюстрации создал Леандро Рикардо да Сильва (англ. Leandro Ricardo Da Silva) — книга поступила в продажу 25 сентября 2018 года. В серии также вышли книги «Family Night», «A Hard Day’s Work» и «School Days».

### Аттракционы
22 января 2019 года парки Диснея объявили, что тематическая зона по мотивам «Зверополиса» появится в шанхайском Диснейленд-парке, а строительство на этом участке начнется 9 декабря 2019 года Строительство было приостановлено на короткое время во время пандемии COVID-19, но к июню 2020 году строительство возобновилось.

## Продолжения

### Сиквел
Время от времени делаются заявления о возможности создания сиквела мультфильма. Так, в июне 2016 года о такой возможности упоминали Байрон Ховард и Рич Мур. В феврале 2019 года Том Листер (актёр, озвучивший Финника), заявил, что в разработке уже находятся сразу два сиквела «Зверополиса». В августе 2019 года на ресурсе We Got This Covered было заявлено, что, согласно внутренним источникам, продолжение «Зверополиса» находится в разработке.
В феврале 2023 года Disney официально анонсировал сиквел мультфильма.

### Мультсериал
10 декабря 2020 года студия Walt Disney Animation Studios объявила, что весной 2022 года на Disney+ состоится премьера телешоу под названием «Зверополис+». Это будет серия антологий, в которой будут представлены сюжетные линии трех персонажей из фильма (гангстеры-землеройки, танцоры-тигры и ленивцы).

### Зверополис 2
19 мая 2025 года Disney анонсировал выход второго полнометражного мультфильма Зверополис 2 (Zootopia 2) и выпустил тизер-постер. 20 мая вышел официальный трейлер. Выход фильма ожидается 26 ноября 2025 года в США. 
В мультфильме ожидается новый персонаж – гадюка. Это будет первая рептилия в мире Зверополиса. 